# Bure (mine)
Pour les articles homonymes, voir Bure.

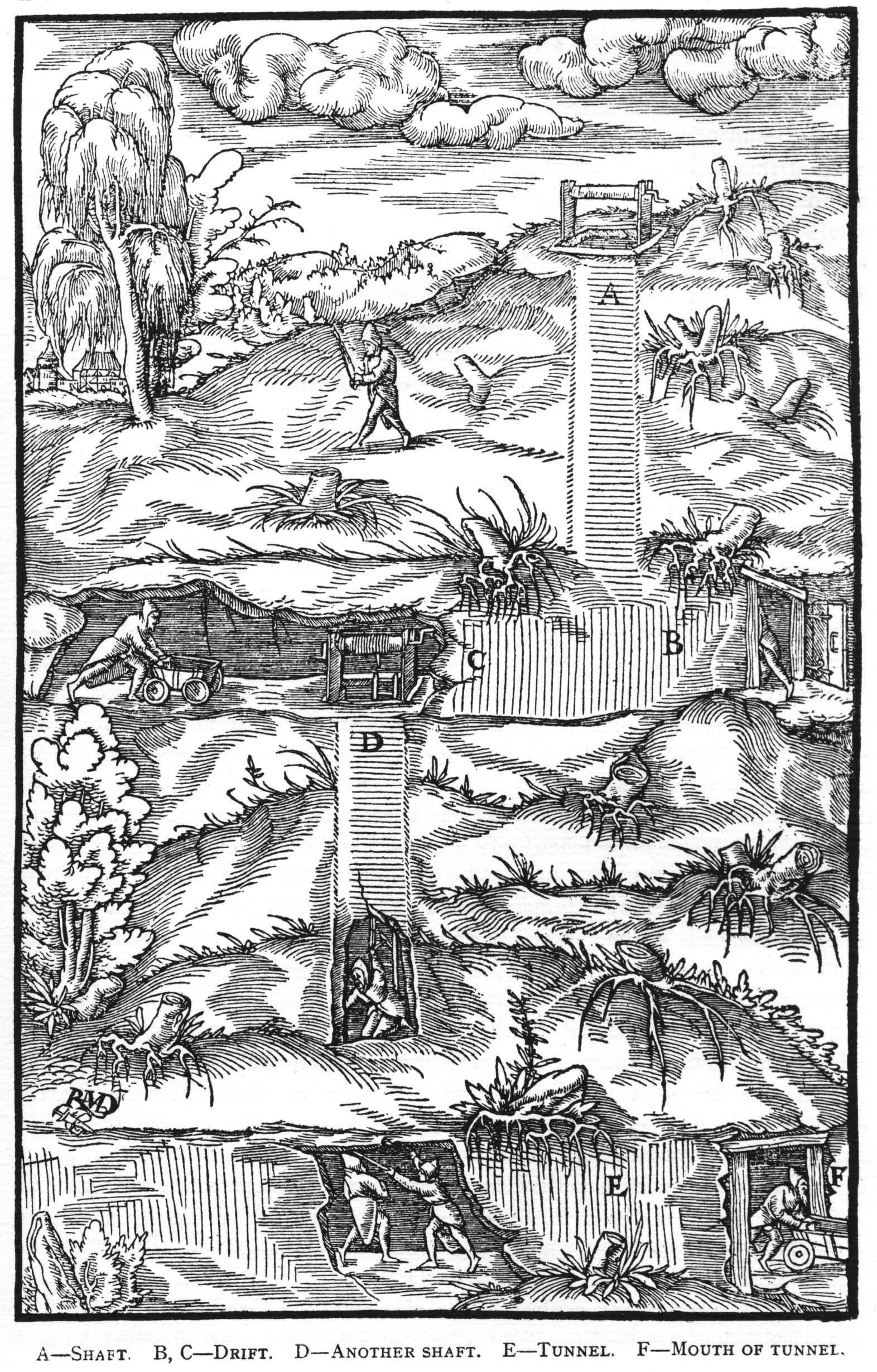
Un bure (D) dans un réseau de galerie au Moyen Âge.

Dans le domaine minier, le terme bure désigne un puits de mine intérieur creusé entre des galeries et n'ayant aucun contact direct avec la surface. Avant la révolution industrielle, la manutention est souvent assurée par un simple treuil à bras. Avec les évolutions techniques, des bures plus importants sont équipés de baritels, de machines à vapeur, puis de machines électriques ou pneumatiques.

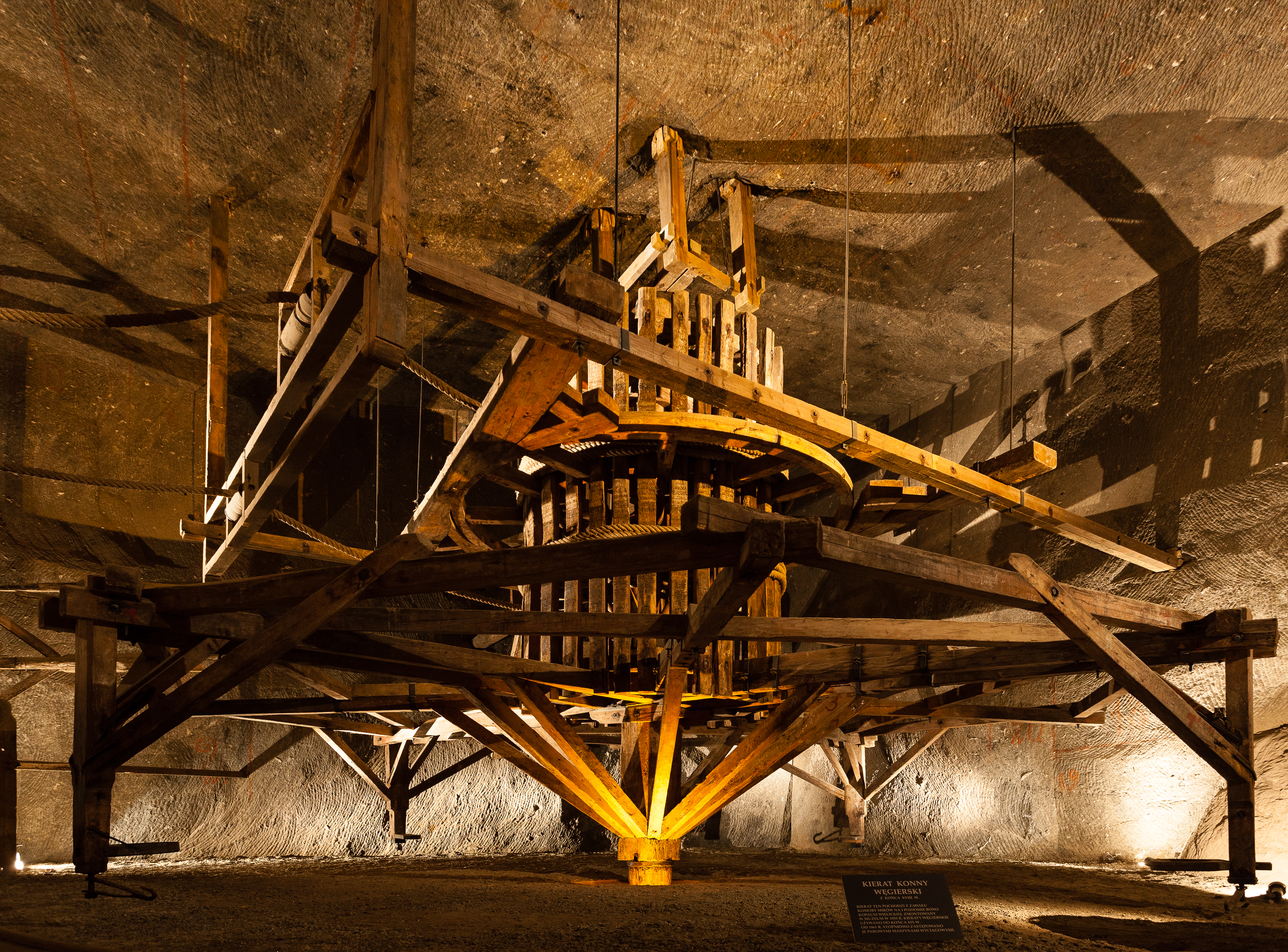
Un baritel souterrain dans la mine de sel de Wieliczka en Pologne.
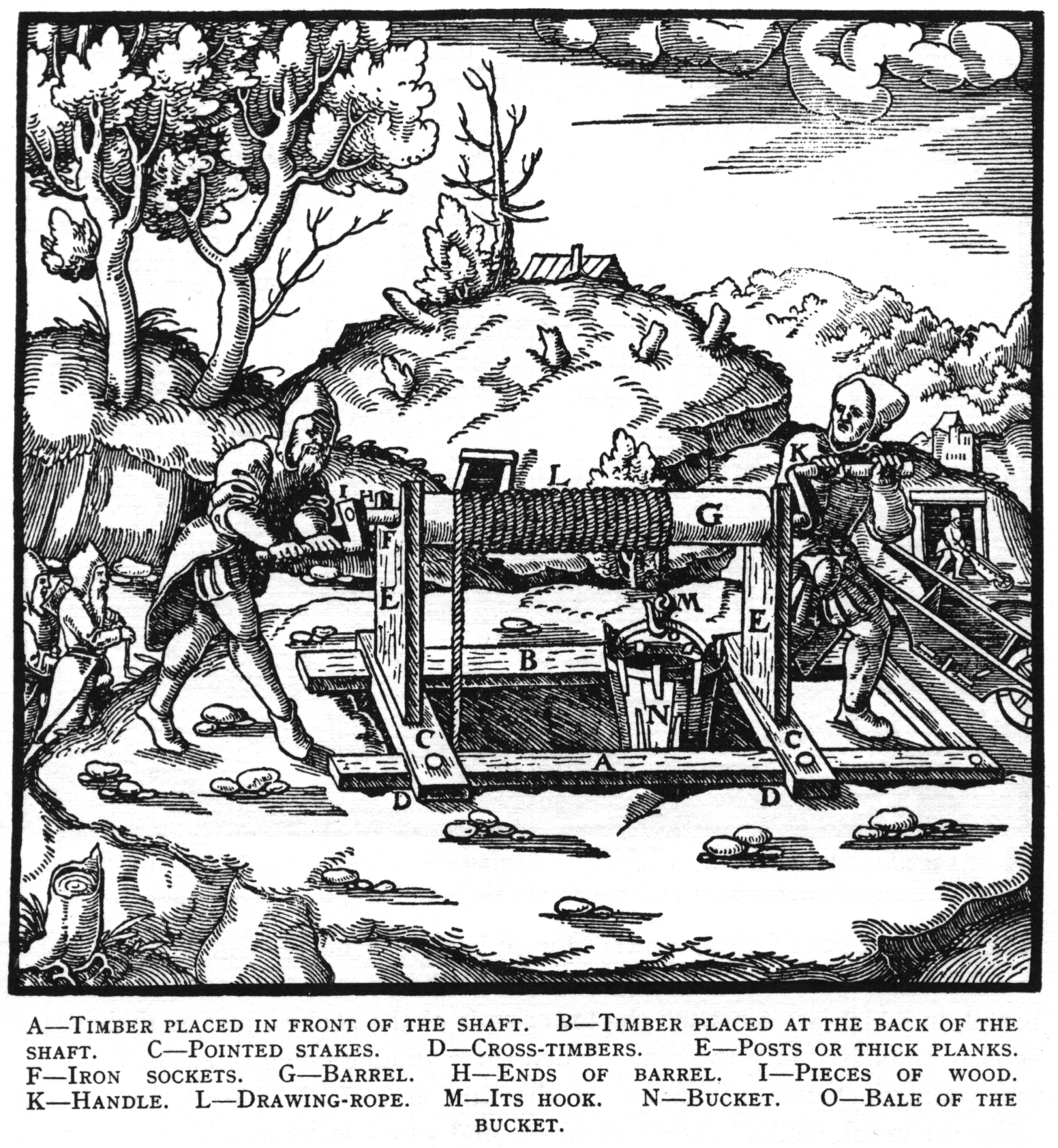
Treuil à bras (ici en surface).